# Holger Sundström
Holger Bertil Sundström (ur. 17 kwietnia 1925 w Göteborgu, zm. 9 kwietnia 2023 tamże) – szwedzki żeglarz sportowy. Brązowy medalista olimpijski z Tokio.
Zawody w 1964 były jego jedynymi igrzyskami olimpijskimi – zajął trzecie miejsce w klasie Star. Partnerował mu Pelle Petterson.